# Esperiega Ademuz
Esperiega Ademuz es el nombre de una variedad cultivar de manzano (Malus domestica). Esta manzana es originaria de Galicia, está cultivada en la colección de árboles frutales y banco de germoplasma de Mabegondo con el Nº 177; ejemplares procedentes de esquejes localizados en Santa María de Roo, parroquia del municipio de Noya (La Coruña).

## Sinónimos
- "Manzana Esperiega Ademuz",[4][5]
- "Maceira Esperiega Ademuzo".

## Características
El manzano de la variedad 'Esperiega Ademuz' tiene un vigor vigoroso. Tamaño grande y porte erguido.
Época de inicio de brotación a partir del 25 de abril y de floración a partir del 9 de mayo.
Las hojas tienen una longitud del limbo de tamaño corto, con la máxima anchura del limbo es estrecha. Longitud de las estípulas es corta y la máxima anchura de las estípulas es desconocido. Denticulación del borde del limbo es biondulado, con la forma del ápice del limbo cuspidado y la forma de la base del limbo es agudo. Con subestípulas presentes.
Sus flores tienen una longitud de los pétalos es larga, con una anchura de los pétalos media, disposición de los pétalos en contacto entre sí, con una longitud del pedúnculo media.
La variedad de manzana 'Esperiega Ademuz' tiene un fruto de tamaño medio, de forma plana-globosa, de color amarillo, con chapa lavada, e intensidad pálida. Epidermis de textura suave, con pruina en su superficie y con presencia de cera media. Sensibilidad al "russeting" (pardeamiento áspero superficial que presentan algunas variedades) muy poco sensible. Con lenticelas de tamaño grande.
Los sépalos están dispuestos de forma variable, y variable en su base; su fosa calicina es poco profunda y de una anchura media. Pedúnculo de grosor estrecho y de longitud largo, siendo la cavidad peduncular de una profundidad poco profunda y de anchura media. Con pulpa de color crema-amarilla, cuya firmeza es intermedia y su textura es intermedia; su jugosidad es intermedia, con sabor de acidez débil, y poco aromática.
Época de maduración y recolección desde el 15 de octubre. 'Esperiega Ademuz' es una manzana que su destino es la conservación de esta variedad en el banco de germoplasma de Mabegondo como reserva genética.

## Susceptibilidades
- Oidio: ataque débil
- Moteado: no presenta
- Raíces aéreas: no presenta
- Momificado: no presenta
- Pulgón lanígero: no presenta
- Pulgón verde: no presenta
- Araña roja: no presenta
- Chancro del manzano: no presenta.[3]